# 41 (عدد)
41 (واحد وأربعون) هو عدد طبيعي يلي العدد 40 ويسبق العدد 42.
- هو حاصل جمع أول ست أعداد أولية (2+3+5+7+11+13=41).
- هو حاصل جمع ثلاث أعداد أولية متتابعة (11+13+17=41).
- هو والعدد 43 يعتبران عددان أوليان توأم.